# Опашна кост
Опашната кост, os coccygis представлява кост, изградена от срастването на 4-5, по-рядко 3-6 прешлена (недоразвити). Тя има форма на извита пирамида, основата на която е обърната нагоре, а върхът надолу. Прешлените, които образуват опашната кост имат само тела. Опашната кост има голямо значение за правилното функциониране на опорно-двигателната система, помага за извършването на движения и на преместването на тялото в пространството, подкрепя тазовите органи и тазът по време на раждане.